# Când lumile se ciocnesc (film viitor)
Când lumile se ciocnesc (titlu original When Worlds Collide) este un viitor film științifico-fantastic bazat pe romanul din 1933 cu același nume scris de Philip Gordon Wylie și Edwin Balmer. Filmul este regizat de Stephen Sommers.

## Povestea
O planetă interstelară este pe un curs de coliziune cu Pământul și isteria în masă de proporții biblice izbucnește în lume. Dar atunci când un astronom miliardar descoperă o a doua planetă care o însoțește pe prima capabilă să susțină viața, el intenționează să construiască o rachetă pentru a transporta un mic grup de oameni pe această planetă pentru a-o popula și să asigure astfel supraviețuirea rasei umane.  